# Riems
Die Insel Riems liegt im Südwesten des Greifswalder Boddens, eines zwischen dem Festland und der Insel Rügen gelegenen flachen Ausläufers der Ostsee.
Riems gehört verwaltungsrechtlich zum Stadtgebiet der Hansestadt Greifswald, ist aber eine Exklave. Zu ihr gehört außer der Insel Riems auch Riemserort, ein Ortsteil, der gegenüber der Insel auf dem Festland liegt.
Auf der Insel befindet sich seit 1910 eine virologische Forschungsstätte, das Friedrich-Loeffler-Institut, das vor allem Tierseuchen untersucht. Aus diesem Grund sind große Teile der Insel zum Sperrgebiet erklärt worden.

## Geografie
Die Insel Riems misst in West-Ost-Ausrichtung etwa 1.250 Meter und von Nord nach Süd an der breitesten Stelle rund 300 Meter. Sie wurde in den frühen 1970er Jahren durch einen etwa 500 Meter langen, aufgeschütteten Straßendamm mit dem Festland verbunden. Zuvor gab es von 1926 bis 1972 für Materialtransporte eine Seilbahn zum Festland, von der noch zwei Fundamente von ehemaligen Seilbahnstützen vorhanden sind. Nachdem die fehlende Frischwasserzufuhr der Gristower Wiek zu einer Sauerstoffverknappung in der flachen Bucht geführt hatte, wurde der Damm zur Insel im Herbst 2007 auf einer Länge von 30 Metern wieder geöffnet.

## Fauna
Riems liegt in einem bedeutenden Rast- und Mauser-Gebiet für Wasservögel. Die Halbinsel Fahrenbrink ist als Naturschutzgebiet ausgewiesen. Von einzelnen Wasservogelarten überwintern bis zu 15 Prozent der nordeuropäischen Population im Bereich Greifswalder Bodden und Strelasund, der deshalb zum „Europäischen Vogelschutzgebiet“ erklärt wurde.

## Geschichte

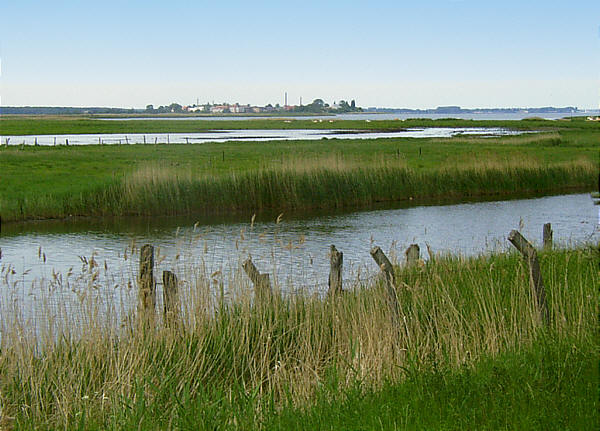
Blick von der Insel Koos über die Salzwiesen zur dicht bebauten Insel Riems

Riems war bereits in frühgeschichtlicher Zeit besiedelt, wie steinzeitliche und slawische Bodenfunde belegen. Direkt auf der Insel lag eine archäologisch nachgewiesene spätslawische Siedlung, die aber noch bis weit in die frühdeutsche Zeit hineinreichte.
1313 wurde Riems als „Rymiz“ erstmals urkundlich genannt.
Später gehörte die Insel zusammen mit dem benachbarten Dorf Gristow der Familie von Dotenberg. Zwischen 1375 und 1382 gingen Riems und Gristow in den Besitz der Stadt Greifswald über, welche die damals unbewohnte Insel als Weideland verpachtete. Nach 1820 wurde von der Stadt ein Gehöft errichtet, das 1883 an den bisherigen Pächter verkauft wurde. Heute wohnen nicht viele Menschen auf Riems; es gibt nur 13 Wohnhäuser, und zwar fünf Ein- beziehungsweise Zweifamilienhäuser sowie acht Mehrfamilienhäuser mit insgesamt 62 Wohneinheiten.
Die Insel Riems wurde am 1. Juli 1950 aus der aufgelösten Gemeinde Gristow ausgegliedert. Sie bildete bis zur Eingemeindung in die Stadt Greifswald am 1. Januar 1957 eine eigenständige Gemeinde.
Seit 1959 wurde als Ortschaft „Riemser Ort“ genannt, erst 1995 wurde im Gemeindeverzeichnis die Ortschaft mit dem Namen „Insel Riems“ geführt.

### Virenforschung am Friedrich-Loeffler-Institut
Die Insel Riems beherbergt die älteste virologische Forschungsstätte der Welt, die dort ab 1910 von Friedrich Loeffler aufgebaut wurde. Loeffler, Ordinarius an der Greifswalder Universität, hatte 1898 durch Filtrationsversuche herausgefunden, dass für die gefährliche Maul- und Klauenseuche nicht Bakterien, sondern eine bis dahin unbekannte Klasse „allerkleinster Organismen“ verantwortlich sein musste – er hatte die Viren entdeckt. Nachdem Loeffler bei seinen Untersuchungen unbeabsichtigt eine ganze Region bei Greifswald mit der Maul- und Klauenseuche infiziert hatte, zog er 1910 aus Sicherheitsgründen mit seinem Institut auf die Insel Riems.
Im Dritten Reich wurden auf Riems potenzielle Biowaffen untersucht.
Zu DDR-Zeiten gab die Forschung und Impfstoffentwicklung auf Riems rund 800 Menschen Arbeit, aktuell sind es weniger als die Hälfte. Die ehemalige Produktionsstätte für Tierimpfstoffe wurde nach der Wende ausgegliedert und als Riemser Arzneimittel AG privatisiert. Sie hat am Standort Riems heute etwa 150 Beschäftigte.
Seit 1997 ist der Riemser Forschungskomplex Hauptsitz des Friedrich-Loeffler-Institutes (FLI). Zu den Aufgaben des FLI gehören die Erforschung von Tierseuchen wie BSE, Maul- und Klauenseuche und Schweinepest, und die Entwicklung von Vorsorge- und Schutzmaßnahmen dagegen, insbesondere von Veterinär-Impfstoffen. 2006 wurde auf Riems an einem Impfstoff gegen die Vogelgrippe H5N1 geforscht. Ab 2008 wurde die Anlage erheblich erweitert und modernisiert. Bis zur Fertigstellung im Jahr 2013 hat der Bund ca. 300 Millionen Euro in die beiden neuen Gebäudekomplexe investiert. Es entstanden 89 Labore mit unterschiedlichen Sicherheitsstufen sowie 163 Ställe. Die Anlage wurde im August 2013 von Bundeskanzlerin Angela Merkel eingeweiht.
In Quarantäneställen und Laboren gelten Sicherheitsstufen bis zu Schutzstufe 4. Das bedeutet für Beschäftigte und Besucher aufwendiges Ein- und Ausschleusen mit Kleidungswechsel und Duschen.

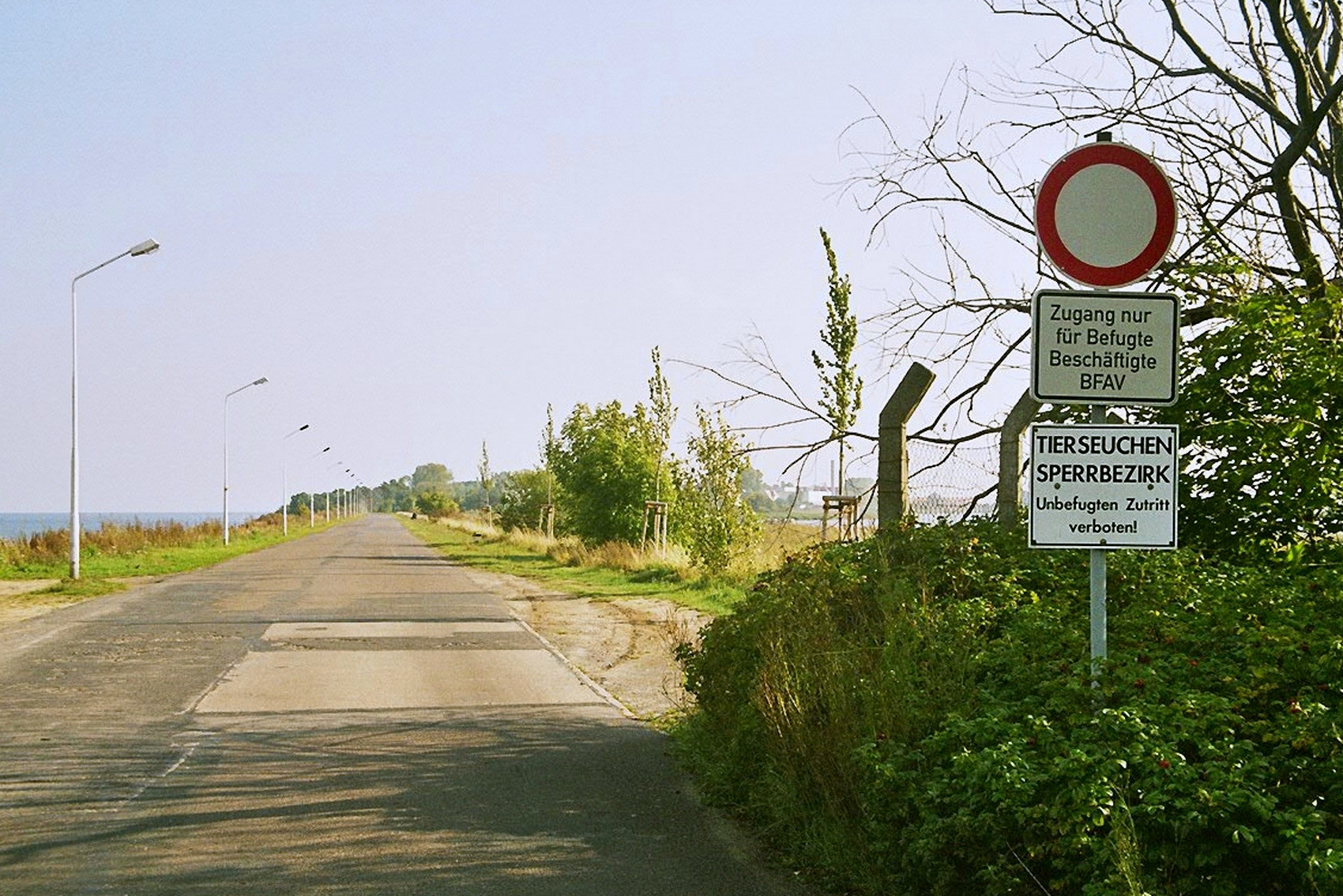
Beginn des Tierseuchen-Sperrbezirks am Damm
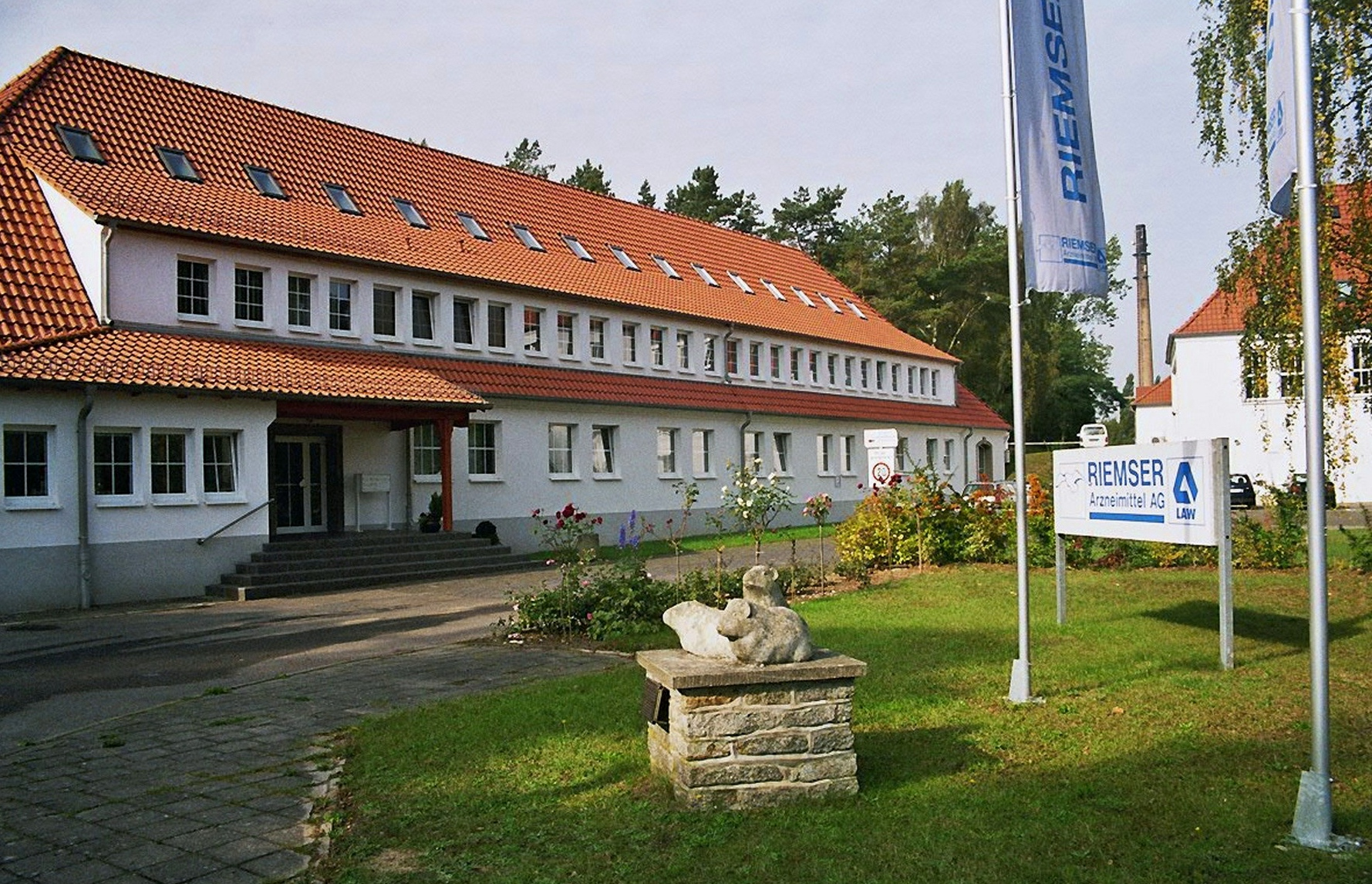
Die ehemalige Produktionsstätte für Tierimpfstoffe, heute Riemser Arzneimittel AG
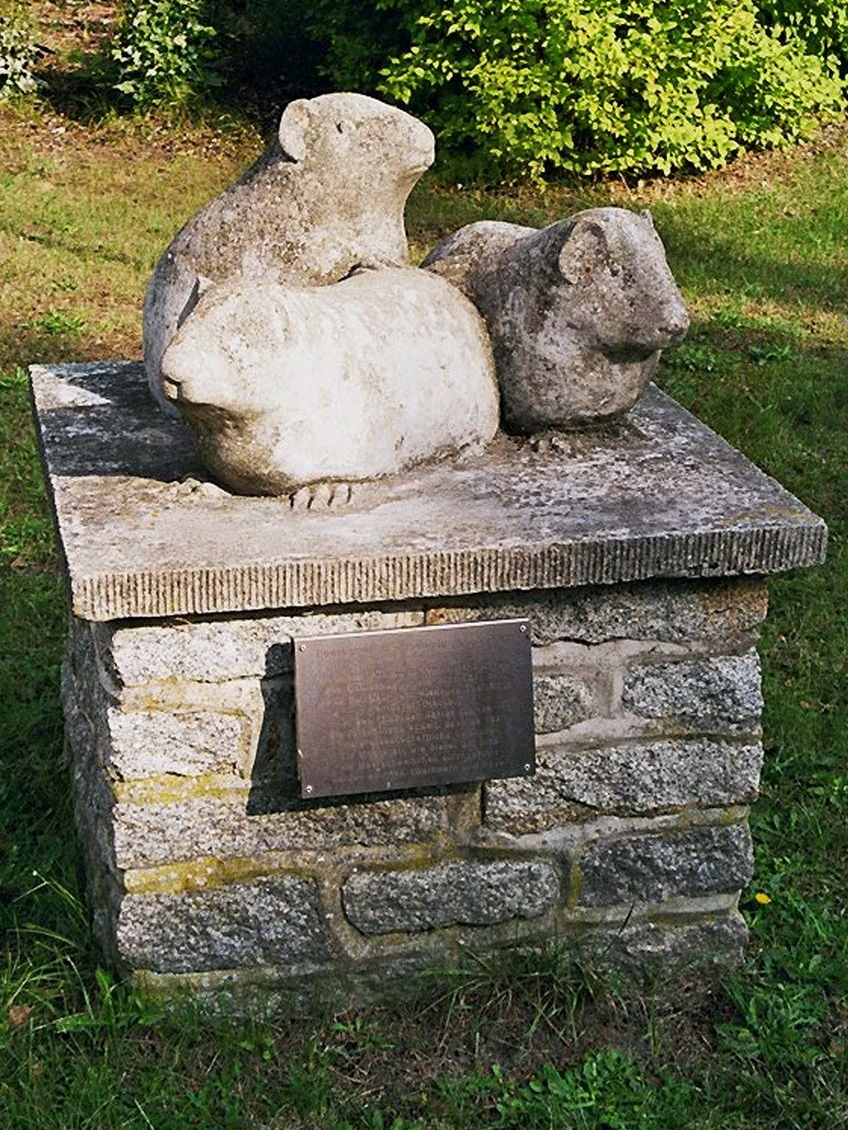
Das Meerschweinchen-Denkmal erinnert an deren Einsatz als Versuchstiere am FLI bei der MKS-Erforschung seit den 1920er Jahren.

## Anderweitige Namensverwendung
Den Namen der Forschungsinsel führte in der DDR ein Frachtschiff der DSR Rostock. Das Küstenmotorschiff Insel Riems vom Typ 840 tdw wurde in der Peenewerft Wolgast erbaut und am 27. Dezember 1961 in Dienst gestellt. Das Schiff in den Abmessungen L: 59,4 m; B: 9,8 m und T: 3,7 m fuhr mit 15 Mann Besatzung zwischen Nord- und Ostsee und war bis 1981 in Dienst.